# Solar Fire
Solar Fire är ett musikalbum av Manfred Mann's Earth Band, lanserat 1973 på skivbolaget Bronze Records. Nordamerikanska utgåvor gavs dock ut på Warner Bros. Records. Albumets huvudsakliga tema kretsar kring kosmologi. Liksom gruppens föregående fyra album blev det ingen större försäljningsframgång. Gruppen fick dock vid lanseringen av albumet sin första brittiska hit med den fristående singeln "Joybringer".

## Låtlista
(upphovsman inom parentes)
1. "Father of Day, Father of Night" (Bob Dylan) – 9:55
2. "In the Beginning, Darkness" (Manfred Mann, Mick Rogers, Chris Slade) - 5:22
3. "Pluto the Dog" (Mann, Rogers, Slade, Colin Pattenden) – 2:48
4. "Solar Fire" (Mann, Rogers, Slade, Pattenden) – 5:15
5. "Saturn, Lord of the Ring/Mercury, The Winged Messenger" (Mann/Mann, Rogers) – 6:31
6. "Earth, The Circle Part 2" (Mann) – 3:23
7. "Earth, The Circle Part 1" (Mann) – 3:56